# 希爾斯伯勒 (印地安納州亨利縣)
希爾斯伯勒（英語：Hillsboro）是位於美國印地安納州亨利縣的一個非建制地區。該地的面積和人口皆未知。